# Yacolt (Washington)
Yacolt es un pueblo ubicado en el condado de Clark en el estado estadounidense de Washington. En el año 2000 tenía una población de 1.213 habitantes y una densidad poblacional de 801,3 personas por km².

## Geografía
Yacolt se encuentra ubicada en las coordenadas 45°51′56″N 122°24′25″O / 45.86556, -122.40694.

## Demografía
Según la Oficina del Censo en 2000 los ingresos medios por hogar en la localidad eran de $39.444, y los ingresos medios por familia eran $43.438. Los hombres tenían unos ingresos medios de $37.500 frente a los $24.306 para las mujeres. La renta per cápita para la localidad era de $12.529. Alrededor del 7,8% de la población estaban por debajo del umbral de pobreza.